# علم الظواهر
علم الظواهر أو الظاهريات هو توجه فلسفي يتناول الظواهر في صلتها بالوعي أو الشعور طلبا لبلوغ ماهيات الأشياء. وهو منهج فلسفي أسسه الفيلسوف الألماني إدموند هوسرل الذي أراد بها أن يقيم الفلسفة بالممارسة العلمية الصارمة. فعلم الظواهر هو دراسة علمية للظواهر كما تحضر على مستوى التجربة المعيشة. ويقوم منطلقه فيما تمثله الظواهر في خبرتنا الواعية من أساس للتحليل الذي يمكن من رؤية حقيقة الأشياء ومعرفة ماهياتها. غير أنها لا تدعي التوصل لحقيقة مطلقة مجردة سواء في الميتافيزيقا أو في العلم بل تراهن على فهم نمط حضور الإنسان في العالم.
يمكن أن نرصد بداياته مع هيغل في عمله ظاهريات الروح ومع كانط. لكن إدموند هوسرل هو الذي أسسه على ممارسة فلسفية ومنهجية واعدة. ثم تلاه عدد من الفلاسفة منهم هايدغر وسارتر وموريس ميرلوبونتي وبول ريكور. تقوم هذه المدرسة الفلسفية على العلاقة الجدلية بين الفكر والواقع.

## المفهوم
- عند الألماني لامبرت للدلالة على نظرية الظواهر الأساسية للمعرفة التجريبية
- عند كانط للدلالة على مثل هذا المعنى ولكن في حد أضيق
- عند هيغل للدلالة على المراحل التي يمر بها الإنسان حتى يصل إلى الشعور بالروح
- عند هاملتون للدلالة على فرع من علم الفكر وهو الذي يلاحظ مختلف الظواهر الفكرية ويعممها.

## وصلات خارجية
- ما معنى الفينومنولوجيا؟